# В тылу врага: Штурм 2
В тылу врага 2: Штурм 2 (англ. Men of War: Assault Squad 2) — компьютерная игра в жанре стратегии в реальном времени, разработанная компанией Digitalmindsoft и изданная компанией 1С-СофтКлаб 15 мая 2014 года. Является продолжением игры «В тылу врага 2: Штурм».

## Игровой процесс
Основным достижением игры по сравнению с предыдущей игрой серии является улучшенная графика, поддерживающая многоядерные процессоры и современные шейдерные технологии, улучшенный ИИ и обновлённый интерфейс. Кроме того, расширены режимы одиночной игры. В игру добавлены танковые сражения, снайперские диверсии и десантные операции; переделаны карты из «В тылу врага 2: Штурм». Введён камуфляж, который варьируется в зависимости от времени года и типа ландшафта на поле боя. В некоторых миссиях добавлена возможность изменять время суток и погодные условия.
Сам же игровой процесс не изменился: игроку по-прежнему предстоит командовать боевыми отрядами и техникой, которые можно вызывать за очки подкрепления. Их можно получить, захватывая и удерживая контрольные точки. Захват новых позиций открывает доступ к более мощным боевым единицам, а также к специальным способностям.
В многопользовательском режиме игроки сражаются друг против друга на картах форматом от «один на один» до «четыре на четыре». Доступны 5 режимов игры: Захват точек, Экстремальный захват, Сражение (Бой), День Победы и Перестрелка. Кроме того, в игру добавлен командный режим для шестнадцати участников («восемь на восемь»).
Игроку доступны 15 новых и 25 переделанных карт из прошлой части игры в одиночном режиме, 65 карт для многопользовательской игры, 6 фракций (СССР, нацистская Германия, США, Великобритания, Ветераны Восточного Фронта и Японская империя), более 250 различных типов боевой техники и 200 типов юнитов, уникальных для каждой нации.
В игре присутствует редактор карт. Это позволяет пользователям создавать многочисленные модификации в виде новых карт, оружия, боевых юнитов и текстур.

## Дополнения
- Iron Fist — первое дополнение, добавляет для каждой одиночной кампании танковую миссию в режиме от третьего лица. Дата выхода: 20 февраля 2015 года[3].
- Airborne — второе дополнение, добавляет для каждой одиночной кампании диверсионную миссии, а также добавляет возможность сыграть с ботами в сетевой игре. Дата выхода: 5 июня 2015 года[4].
- Men of War Origins — третье дополнение, включает переиздание миссий из «Братьев по оружию» и «Лиса пустыни». Дата выхода: 26 августа 2016 года[5].
- Ostfront Veteranen — четвёртое дополнение, добавляющее в сетевую игру новую игровую фракцию: ветераны восточного фронта. Фракция, помимо базовых немецких юнитов, включает десять новых немецких видов техники и подразделений, таких как Sturmpanzer IV, Sd.Kfz.234, SdKfz 250 и Grille. Дата выхода: 25 октября 2018 года[6].

## Отзывы и критика
Игра была в целом положительно встречена критиками и игроками, но хуже, чем предыдущая часть. Большинство обозревателей оценили положительные изменения в графике и ИИ, но и отметили отсутствие каких-либо изменений в игровом процессе. Так, на сайте Metacritic игре поставили 68 баллов из 100. Absolute Games оценил игру на 80 %, а обозреватели PC Gamer поставили игре 75 баллов из 100.